# Maxim Bakiyev
Maksim Kurmanbekovich Bakiyev (em russo:  Максим Курманбекович Бакиев; nascido em 27 de outubro de 1977), é um político quirguiz, filho mais novo do ex-presidente do Quirguistão Kurmanbek Bakiyev de seu casamento com a russa Tatyana Bakiyeva. Encontra-se residente no Reino Unido e recebeu asilo político.

## Biografia
Maksim foi nomeado chefe da Agência Central para o Desenvolvimento em outubro de 2009. Após a deposição de seu pai em 2010, ele foi acusado de peculato e abuso de poder pelo governo interino do Quirguistão. Suspeita-se que ele transferiu cerca de US$ 35 milhões de um empréstimo de US$ 300 milhões da Rússia para suas contas bancárias privadas. Os promotores também alegaram que suas empresas deviam quase US$ 80 milhões em impostos sobre vendas de combustível de aviação. Ao mesmo tempo, a Interpol publicou Maxim Bakiyev como procurado em seu site. 
Em 13 de junho de 2010, Maksim foi preso no Reino Unido quando pousou no aeroporto de Farnborough, em Hampshire, em um jato particular alugado. Ele procurou asilo, mas o governo interino exigiu a sua extradição na época.
Naquela altura, o vice-primeiro-ministro do Quirguistão, Almazbek Atambayev, afirma que os distúrbios interétnicos no sul do Quirguistão foram pagos com 10 milhões de dólares do bolso de Bakiyev.
Em 12 de outubro de 2012, Bakiyev foi preso em Londres por oficiais de extradição do Reino Unido a pedido das autoridades dos Estados Unidos, que pretendiam interrogá-lo por alegado envolvimento em fraude. Num comunicado, a presidência do Quirguistão declarou: "Devido à ausência de um acordo de extradição entre a República do Quirguistão e a Grã-Bretanha, o lado britânico está agora a considerar a questão da extradição de Maxim Bakiyev para os Estados Unidos."
Em 27 de março de 2013, um tribunal do Quirguistão condenou Bakiyev à revelia a 25 anos de prisão por corrupção.
Em maio de 2013, um caso de fraude criminal de valores mobiliários nos Estados Unidos contra ele foi arquivado.
Uma queixa de fraude civil que foi apresentada ao Supremo Tribunal do Reino Unido foi retirada por duas agências da República do Quirguistão em outubro de 2016.
Assim, após a rejeição bem sucedida de todas as acusações criminais e de fraude contra Maxim Bakiev, a Interpol retirou o seu alerta vermelho contra ele.